# Volkstümliche Musik
Genres dérivés
Neue Volksmusik
Genres associés
Schlager
La volkstümliche Musik  désigne généralement le domaine de la musique légère populaire s'inspirant de la musique traditionnelle dans les pays germanophones (Allemagne, Autriche, Suisse) et les départements français de l'Alsace-Moselle (notamment à l'occasion de bals de carnaval ou de fêtes de la bière).
La volkstümliche Musik se distingue de la musique traditionnelle dans sa recherche d'une popularité et d'un côté commercial. Alors que les chansons traditionnelles peuvent être tristes, en colère, politiques ou obscènes, la volkstümliche Musik fait des chansons d'amour, sur le bonheur et la Heimat. La volkstümliche Musik est créée dans des conditions modernes de production, avec des effets acoustiques, tels que des boucles rythmiques synthétiques ou d'autres effets de clavier.

## Genres
La volkstümliche Musik est dominée par le "volkstümlicher Schlager" qui reprend les instruments et les éléments stylistiques du Schlager. Il diffère parfois au niveau des arrangements. Beaucoup d'artistes font à la fois de la volkstümliche Musik et du Schlager.
La volkstümliche Musik s'étend de l'orchestre d'harmonie avec ou sans chant jusqu'à la chanson traditionnelle, de la musique des Alpes (Ländlermusik) à une interprétation schlager des chansons traditionnelles. Les musiques traditionnelles des régions ou des autres pays germanophones tendent à des genres qui dominent chacun de ces pays (par exemple Eberhard Hertel, Speelwark, Mühlenhof Musikanten, Menskes-Chöre, Schwarzwaldfamilie Seitz...)
Contrairement au volkstümlicher Schlager, qui se sert d'instruments électroniques, la volkstümliche Musik est basée presque exclusivement sur des instruments acoustiques. Le plus souvent il s'agit de la guitare et du luth, de l'accordéon, la trompette, la clarinette, le trombone, mais aussi des violons et des cithares régionales et de la mandoline.

## Histoire
La volkstümliche Musik apparaît durant les années 1960. Elle combine la musique traditionnelle avec d'autres genres de musique populaire inspirés du swing ou des musiques du Sud de l'Europe. Elle s'appuie sur un rythme traditionnel à quatre temps ou de la valse.
À la fin des années 1970, des émissions de télévision lui sont consacrées en Allemagne. La volkstümliche Musik de cette époque reprend les motifs populaires de la musique classique et les mélange avec d'autres éléments musicaux, dont du schlager. Les mélodies sont chaleureuses, vives, accrocheuses mais lisses. Elle attire de nombreux artistes établis dans d'autres genres comme Heino.
Au début des années 1980, le nouveau présentateur de Musikantenstadl, Karl Moik, cherche à donner une dimension plus spectaculaire. Il s'appuie sur les mélodies connues et invite des artistes d'autres genres. À côté des big bands, des chanteurs schlager, des groupes de samba ou de country, les représentants de la volkstümliche Musik se sentent à part.
La volkstümliche Musik connaît un nouvel essor dans les années 1990 en se retournant sur les classiques Stimmfach et marches. Mais la différence avec le schlager continue à être floue. Ces dernières années, on a d'un côté la fusion et de l'autre une indépendance s'appuyant sur la musique folklorique pure, bien que les amateurs de la musique folklorique font une différence avec la volkstümliche Musik. La critique musicale tient la volkstümliche Musik pour quelque chose de kitsch, notamment en raison des émissions de télévision qui utilisent le playback et cachent les synthétiseurs que l'on peut entendre. Par ailleurs se développe la neue Volksmusik qui est influencée par le jazz, le folk, le hip-hop, le rock et d'autres styles.

## Interprètes
| Allemagne | Autriche | Schweiz | Tyrol du sud/Pays-Bas/Slovénie/Russie |
| --- | --- | --- | --- |
| - Angela Wiedl - Kristina Bach - Astrid Harzbecker - Axel Becker - Bianca - Carina Dengler - De Randfichten - Edith Prock - Feldberger - Fischer Chöre - Florian Silbereisen - Franzl Lang - Gaby Albrecht - Die Geschwister Hofmann (Anita&Alexandra Hofmann) - Gitti und Erika - Sigrid & Marina - Hansl Krönauer - Heino - Henry Arland - Isarflimmern - Judith und Mel - Kristin Rempt - Leni Timmermann - Mara Kayser - Maria und Margot Hellwig - Marianne und Michael - Marilena Kirchner - Maxi Arland - Maxl Graf - Oliver Thomas - Original Vogtlandecho - Patrick Lindner - Patrizius - Reiner Kirsten - Sepp Viellechner - Stefanie Hertel - Teddy Parker - Twinnies - Uschi Bauer - Voxxclub - Wildecker Herzbuben - Willy Schneider | - Alpentrio Tirol - Andy Borg - Die 4 Holterbuam - Die Grubertaler - Die jungen Zillertaler - Die Kern-Buam - Die Mayrhofner - Die Mooskirchner - Die Paldauer - Die Stoakogler - DJ Ötzi - Fritz Edtmeier - Goldried Quintett - Grazer Spatzen - Hans Hinterseer - Hias - Jazz Gitti - Karl Moik - Klostertaler - Kurt Elsasser - Marc Pircher - Monika Martin - Nik P. - Nockalm Quintett - Oliver Haidt - Original Alpenland Quintett - Schürzenjäger - Semino Rossi - Tirol Sound - Original Tiroler Echo - Ursprung Buam - Zellberg Buam - Zillertaler Haderlumpen | - Daniela und Dirk - Francine Jordi - Géraldine Olivier - Marianne Cathomen - Maja und Carlo Brunner - Monika Kaelin - Monique - Nella Martinetti - Oesch’s die Dritten - Peter Hinnen - Sandra Weiss - Sepp Trütsch - Trio Eugster - Vico Torriani - Vreni et Rudi | - Andreas Fulterer - Belsy - Bergfeuer - Die Ladiner - Kastelruther Spatzen - Oswald Sattler - Rudy Giovannini - Frans Bauer - Heintje - Jan Smit - Kirmesmusikanten - Alpenoberkrainer - Die Oberkrainer Polka Mädels - Slavko Avsenik und seine Original Oberkrainer - Isabella Danilowna Jurjewa |